# 機関紙

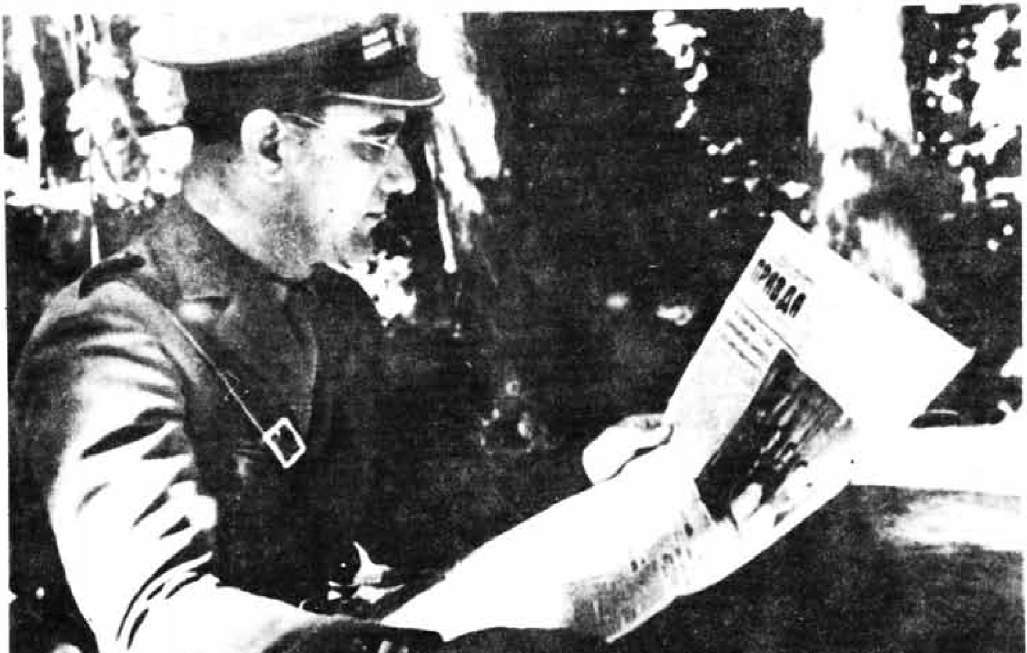
戦地でソ連機関紙「プラウダ」を読むウラジミール・コピック（1937年）

機関紙（きかんし）とは、政党や各種団体などの機関（主に執行機関）が組織およびその見解等の広報・宣伝、会員や同じ階層に向けた情報交換などのため、定期的に発行する新聞である。同種の構造を持つ雑誌形態の出版物は「機関誌」と呼ばれる。

## 細分類
公的機関が公民に公表する目的の機関紙は公報、専ら部外者に向けられた告知集は広報といい、現代では狭義の機関紙とは区別されることもある。
- 公報
  - 回覧板
- 広報（紙誌）
  - 社内報
  - 機内誌
  - 車内誌
- 会報
  - 学級新聞

## 概説
広く一般に向けて発行され、報道機関として不偏不党・中立が求められがちな新聞（狭義の新聞）と違い、特定の団体がその目的に沿った形で発行する新聞である。機関が発行するため「機関紙」と呼ばれる。単に広く社会の出来事を報道することが期待される狭義の新聞と比べ、何らかの社会的・政治的目的を持って発行されているか、団体の活動範囲の中の出来事を報じるもので、団体によってその趣旨は様々である。
現代では、政党・政治団体・職能団体・労働組合・業界団体・宗教団体・社会運動団体や国家機関（政府・軍隊など）が発行していることが多い。

### 組織論と機関紙
ロシア革命の指導者ウラジーミル・レーニンは1902年、自著『なにをなすべきか?』の中で労働者の手による「全国的政治新聞」の発行の重要性を説き、機関紙が「暴露」と「扇動」のみならず、革命組織を全国的に作り上げる「集団的組織者」であるとした。
足場とは建築の輪郭をしるし、各作業員間の連絡を容易にし、組織的な労働によって成し遂げられた共同の成果を見渡すのを助けるものであり、すなわち新聞を制作して配達を終えるまでの一連の流れを秘密裏に完成できれば、革命は半分達成されたようなものだからである。この新聞（機関紙）活動を中心とした党建設論は、レーニン主義を理論とする各国の政党や団体に引き継がれている他、レーニン主義を標榜しない団体でも経験則的に熟知している場合があり、大衆運動の場では機関紙が重要視される場合がある。

## 類型
機関紙はその形態が様々であり、いくつかのパターンに分類できる。

### 組織の種類
あらゆる種類・分野の組織が機関紙を発行している。機関紙により同時に構成員間の理念の共有や組織の団結をはかろうとするものでもある。
- 政党

議員を抱える政治団体である政党は、自身の政策や議会報告を行う必然性があり、ほぼ全ての政党が何らかの形で機関紙を発行している。旧「共産主義」諸国の支配政党機関紙は、党の主張・宣伝を伝播する目的があった。
- 政治団体

特定の政治体制を志向する性格から、他の分野と比べても機関紙が重視され、執行部の運動方針・声明、団体の決定事項、現状課題の報告などが掲載される。また、支持者向けには政治思想を前面に出さないものもある。
- 社会団体

各分野の社会団体は、それぞれの活動報告などが掲載される。
- 宗教団体

それぞれの宗教の教義・教理を伝道する目的がある。また団体運営上の方針や祭礼などの行事案内・報告が行われる。ただし、一部団体の広く配布する機関紙では、必ずしも教義・教理を伝道する内容となっていないものもある。
- 経済団体

農業協同組合や企業団体・同業者団体などが当該業界の動向や団体の報告などが掲載される。
- 労働組合

単位組合のもの、ナショナルセンター発行のものがある。当該労働者の改善要求や運動方針・活動報告が掲載される。要求による団結が原則のため、記事の主体性が強い。
- 国・政府・軍隊・公的機関

それぞれの国により、公的機関が発行する機関紙。
- 趣味組織

活動報告や当該趣味に関する記事がある。機関誌が多く、機関紙（新聞）形態は少ない。

### 発行所
- 内部機関

組織内部の機関・担当部署が、直接編集・発行に携わる形態。
『官報』（国立印刷局）、『しんぶん赤旗』（日本共産党中央委員会赤旗編集局）など
- 外部の別組織

組織外部の会社や団体が、当該組織の路線に沿って編集・発行する形態。
『人民日報』（中国共産党、人民日報社）、『朝鮮新報』（在日本朝鮮人総聯合会、朝鮮新報社）、『日本農業新聞』（農業協同組合、日本農業新聞社）など

なお、第二次世界大戦後の日本では、政党・政治団体、宗教法人等が自ら発行する機関紙誌から得る収入（事業収入）は収益事業（営利事業）とみなされない限り法人税・所得税を納める必要がないため、ほとんどの機関紙が内部機関により編集・発行されている。外部機関が発行する機関紙は、農業協同組合法改正により原則として株式会社や合同会社の形態でなければ営利事業を営めなくなったJA傘下の日本農業新聞や、家庭連合（旧・統一教会）系で商業新聞の建前を取っている世界日報など、極めて限定されている。これに対し、明治の自由民権運動期から大政翼賛会成立までの間は、多くの政党・政治団体が外部機関によって機関紙を発行していて、立憲政友会の中央新聞のように事実上の党営商業新聞を持っていたところもあった。

### 発行形態
- 日刊
  - 毎日発行される。同じ職場のみでの配布を除き、配達するための体制をつくる必要がある。そのため、国や規模の大きい一部の政党・政治団体の機関紙などに限られる。
  - 記事内容に適時性がある一方で、概ね購読料が高くなる。
  - 『官報』、『ロシア新聞』（ロシア連邦）、『イズベスチヤ』（ソ連政府）『しんぶん赤旗』、『人民日報』、『労働新聞』（朝鮮労働党）、『日本農業新聞』、『日刊動労千葉』（国鉄千葉動力車労働組合）[1]など
- 週刊
  - 1週間に1回発行される。
  - 多くの大規模団体がこの形態で発行している。
  - 『自由民主』（自由民主党）、『社会新報』（社会民主党）、『全国商工新聞』（全国商工団体連合会）、『新婦人しんぶん』（新日本婦人の会）など多数。
- 週に数回刊
  - 1週間に2回以上5回未満発行される。
  - 『朝鮮新報』（在日本朝鮮人総聯合会）、『プラウダ』（ソ連共産党、ロシア連邦共産党）など
- 旬刊等
  - 月に2〜3回発行される。
  - 『国民民主プレス』（国民民主党）、『消費者リポート』（日本消費者連盟）、『民医連新聞』（全日本民主医療機関連合会）など
- 月刊
  - 月に1回発行される。
  - 記事内容に適時性が保たれず、多くの組織がページ数を多くして保存性のある機関誌（雑誌）形態にしている。
  - 適時性をあまり必要としないものに多い。
  - 『赤十字新聞（赤十字NEWS）』（日本赤十字社）、『全労連新聞』（全国労働組合総連合）、『同朋新聞』（真宗大谷派）など
- その他
  - 年に4〜6回程度発行されるものがある。
  - 月刊以上に発行頻度を必要としない場合。年4回であれば「季刊」、6回であれば「隔月刊」と呼ばれる。但し「隔月刊」は題名に冠される事はない。
  - 『JL NEWS』（日本発達障害福祉連盟）、『ADRA News』（アドラ・ジャパン）、『JARL NEWS』（日本アマチュア無線連盟）など

### 購読対象
- 会員限定

組織構成員でなければ購読できない機関紙。
極めて小規模の組織は必然的にこの形態になる場合が多い。
- 一般購読可能

中規模以上の組織では、構成員外の購読を受け付けていたり、積極的に販売していることがある。後者は、組織の見解を広く伝え、支持者・構成員を増やす目的の他に、機関紙を売ることで、組織活動資金の増収を目的とする場合が多い。
政党・政治団体の多くはこの形態を採る。

### 配布方法
- 自主配達

組織が自前で購読者への配達まで完結する方法。極めて活動範囲の狭い組織では必然的に採用される事が多い。地域活動を行っている大規模組織がこの形態を採るところもあるが、活動範囲が広い組織は完全にカバーできない。全体では少数である。
『しんぶん赤旗』、『全国商工新聞』など
- 郵送

郵便配達を利用して戸別配達をする方法。中国では、新聞各紙がこの形態を採っている。郵便が発達した国の多くの組織がこの方法で配達している。
- 販売店配達

販売店が戸別配達をする形態があるが、機関紙では多くない。
『聖教新聞』（創価学会）、『公明新聞』（公明党）など
- 販売店購入

販売店で購入する形態。
- 専売所

『官報』
- 一般の販売店

『人民日報』など

### その他の特徴
- 一般ニュースも多く掲載するもの

『人民日報』、『しんぶん赤旗』、『聖教新聞』、『朝鮮新報』など
- 2つ以上の団体共同の機関紙

『京都民報』（日本共産党京都府委員会と諸団体）、『大阪民主新報』（日本共産党大阪府委員会と諸団体）、『週刊かけはし』（日本革命的共産主義者同盟 (JRCL)と国際主義労働者全国協議会）

## 主な機関紙
新聞名（カッコ内は、発行・対応機関）。中国共産党の人民日報など別会社が発行する形態もあるが、ここでは機関名を記す。

### 朝鮮民主主義人民共和国
- 労働新聞（朝鮮労働党）
- 民主朝鮮（内閣）
- 朝鮮人民軍（国防省）
- 青年前衛（社会主義愛国青年同盟）

### 中華人民共和国
- 人民日報（中国共産党）
- 解放軍報（中国語版）（人民解放軍）
- 工人日報（中国語版）（中華全国総工会）

### キューバ共和国
- グランマ（キューバ共産党）

### ベトナム社会主義共和国
- ニャンザン（人民）（ベトナム共産党）
- タインニエン（青年）（ベトナム共産党、ベトナム青年連協会）
- サイゴンザイフォン（サイゴン解放）（ベトナム共産党）
- トゥオイチェー（若者）（ベトナム共産党、ホー・チ・ミン共産青年団）
- ラオドン（労働）（ベトナム語版）（ベトナム職業総同盟）
- ダイドアンケット（大団結）（ベトナム語版）
- コンアンニャンザン（人民公安）（ベトナム語版）

### ロシア連邦
- ロシア新聞（ロシア連邦政府）
- クラスナヤ・ズヴェズダ（ロシア連邦軍）
- プラウダ（ロシア連邦共産党）かつてのソビエト連邦共産党機関紙。ソビエト連邦の崩壊後は一度一般紙として再建され、2012年再機関紙化。

### ベラルーシ
- ズヴャズダ（ベラルーシ政府）

### ウズベキスタン
- プラヴダ・ヴォストーカ（ウズベキスタン政府）

### アメリカ合衆国
- 連邦官報（Federal Register）
- 星条旗新聞（アメリカ国防総省）

### フランス
- フランス共和国官報（Journal officiel de la République française）

### バチカン市国
- 使徒座公報（使徒座）

### イギリス
- ロンドン・ガゼット（英国印刷局）
- エディンバラ・ガゼット（英国印刷局）
- ベルファスト・ガゼット（英国印刷局）

### 国際機関
- 欧州連合官報 (The Official Journal) - 欧州連合 (EU)

### 過去に存在した機関紙
- 鉄道公報（日本国有鉄道）
- 陸輸新報（鉄道省）1946年に財団法人交通協力会に発行権譲渡、交通新聞と改称し専門紙として存続。
- 朝雲新聞（警察予備隊）1962年に朝雲新聞社へ発行権譲渡、専門紙として存続。
- 郵便報知新聞（駅逓局）1881年立憲改進党に売却され報知新聞に改題。現在はスポーツ新聞となり「スポーツ報知」として存続。
- 勝馬の栞（競馬共助会）
- 週刊碁（日本棋院）
- 日本証券新聞（日本証券取引所）1947年に独立、専門紙として存続
- 朝鮮総督府官報（朝鮮総督府）
- 京城日報（朝鮮総督府）
- 毎日新報（朝鮮総督府）1937年に独立、1945年にソウル新聞に改組され一般紙として存続
- 台湾総督府報（台湾総督府）
- 無産者新聞（日本共産党）1932年に赤旗へ吸収合併
- 社会タイムス（左派社会党）
- 新左翼 （日本共産党（解放戦線）） 独立系の専門紙として存続。現在は人民新聞と改称。
- 自由新聞（自由党 (日本 1881-1884)）
- 絵入自由新聞（自由党 (日本 1881-1884)）
- 中央新聞（立憲政友会）
- 週刊将棋（日本将棋連盟）
- 労働世界（労働組合期成会）
- 満州国政府公報（満洲国国務院総務庁）
- イスクラ（ロシア社会民主労働党）
- イズベスチヤ（ソビエト連邦政府）ソビエト連邦の崩壊後も一般紙として存続
- コムソモリスカヤ・プラウダ（コムソモール）ソビエト連邦の崩壊後も一般紙として存続
- バキンスキー・ラボーチー（アゼルバイジャン共産党）ソビエト連邦の崩壊後も一般紙として存続
- ビルジエチュー・ジョディス（リトアニア共産党）ソビエト連邦の崩壊後も一般紙として存続
- ザリャー・ヴォストーカ（グルジア・ソビエト社会主義共和国政府）ソビエト連邦の崩壊後、スヴォボードナヤ・グルジアと改称し、一般紙として存続
- ノイエス・ドイチュラント（ドイツ社会主義統一党）東西ドイツ統一後も一般紙として存続
- スクンテイア（ルーマニア共産党）
- フェルキッシャー・ベオバハター（国家社会主義ドイツ労働者党）
- ダス・シュヴァルツェ・コーア（ナチス親衛隊）
- アヴァンティ！（英語版）(イタリア社会党)
- ポポロ・ディタリア（イタリア語版）（ファシスト党）
- 中央日報（中国国民党）停刊（事実上の廃刊）の後、インターネット上の民間ニュースサイトとして復活
- リュマニテ（フランス共産党）資本独立後も半数は党員資本運営である。
- ジョージア国会公報（ジョージア法務省）紙媒体では2010年をもって廃刊。以降は電子媒体のみ。
- インプレコール（コミンテルン）